# 克里斯蒂安·烏爾里希一世
克里斯蒂安·烏爾里希一世（德語：Christian Ulrich I，1652年4月9日—1704年4月5日），符騰堡-奧爾斯公爵，希爾維烏斯一世·寧錄之子，1697年至1704年在位。

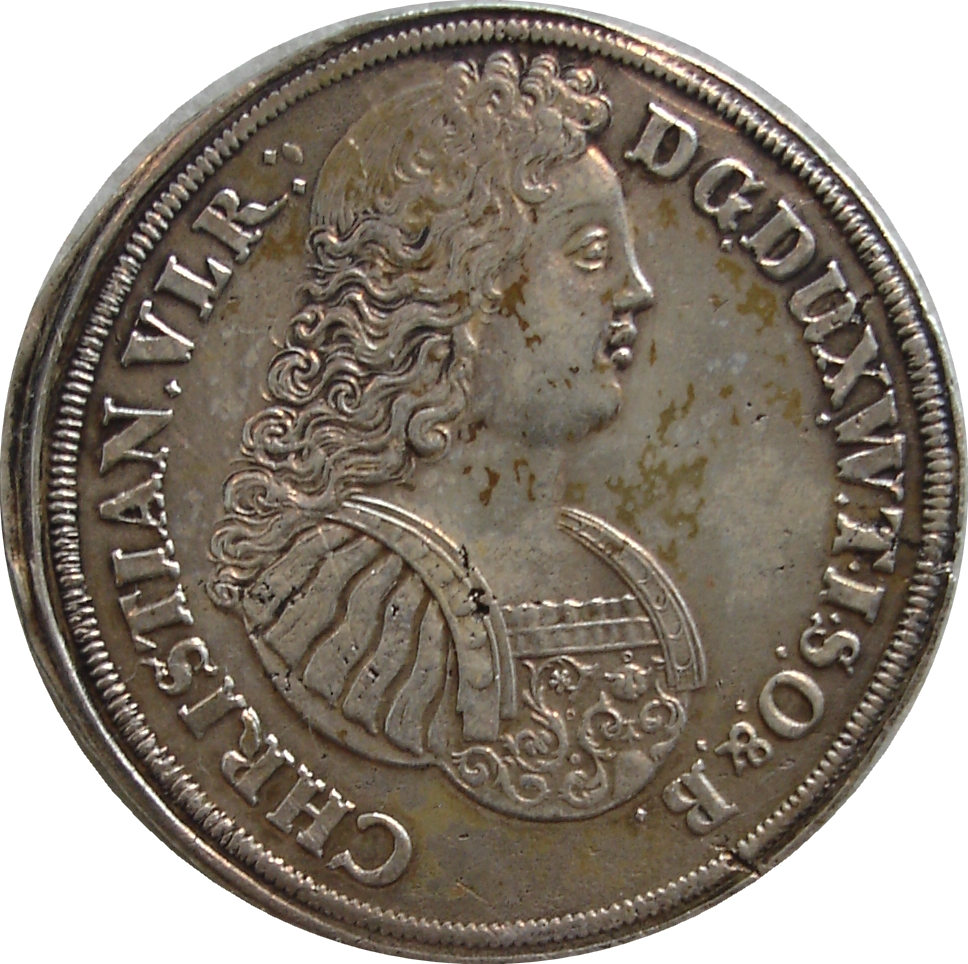

## 家庭
1672年，他與安哈特-貝恩堡的安娜·伊莉莎白結婚，兩人共有兩個女兒：
1. 路易絲·伊莉莎白（英语：Louise Elisabeth of Württemberg-Oels）（1673年—1736年）
2. 索菲·安格麗卡（英语：Sophie Angelika of Württemberg-Oels）（1677年—1700年）

1683年，他與薩克森-梅澤堡公爵克里斯蒂安一世的女兒希比爾·瑪麗亞結婚，兩人共有兩個兒子：
1. 卡爾·腓特烈（1690年—1761年）
2. 克里斯蒂安（1691年—1734年）